# Prinz Louis Ferdinand
Prinz Louis Ferdinand è un film muto del 1927 diretto da Hans Behrendt.

## Produzione
Il film fu prodotto dalla Phoebus-Film AG.

## Distribuzione
Distribuito dalla Phoebus-Film AG, uscì nelle sale cinematografiche tedesche nel 1927.